# Portrait de la baronne de Krüdener
Le Portrait de la baronne de Krüdener est un tableau réalisé par la peintre suisse Angelica Kauffmann en 1786 à Rome, en Italie. De format vertical, cette huile sur toile est le double portrait de la baronne germano-balte Barbara Juliane von Krüdener et de son fils Paul, né en 1784. Reçue en don de Napoléon III en 1860, l'œuvre est conservée au musée du Louvre, à Paris, en France.

## Description
Vêtues de blanc, les figures se trouvent sous un arbre, devant un paysage vallonné. La jeune femme est assise à droite et le garçonnet debout à gauche, le regard portant dans la direction supposée de l'artiste, et de fait vers le spectateur. Elle tient des flèches avec la main gauche, qui pend près du bas de la composition. Lui bande un arc en s'appuyant sur la cuisse de sa mère.
Leurs accessoires sont les attributs du petit Cupidon dans nombre de peintures mythologiques où il interagit avec Vénus, qui parfois les lui confisque. De suite, le tableau est une sorte de portrait historié où l'adulte en vient à rappeler la déesse romaine de la beauté.

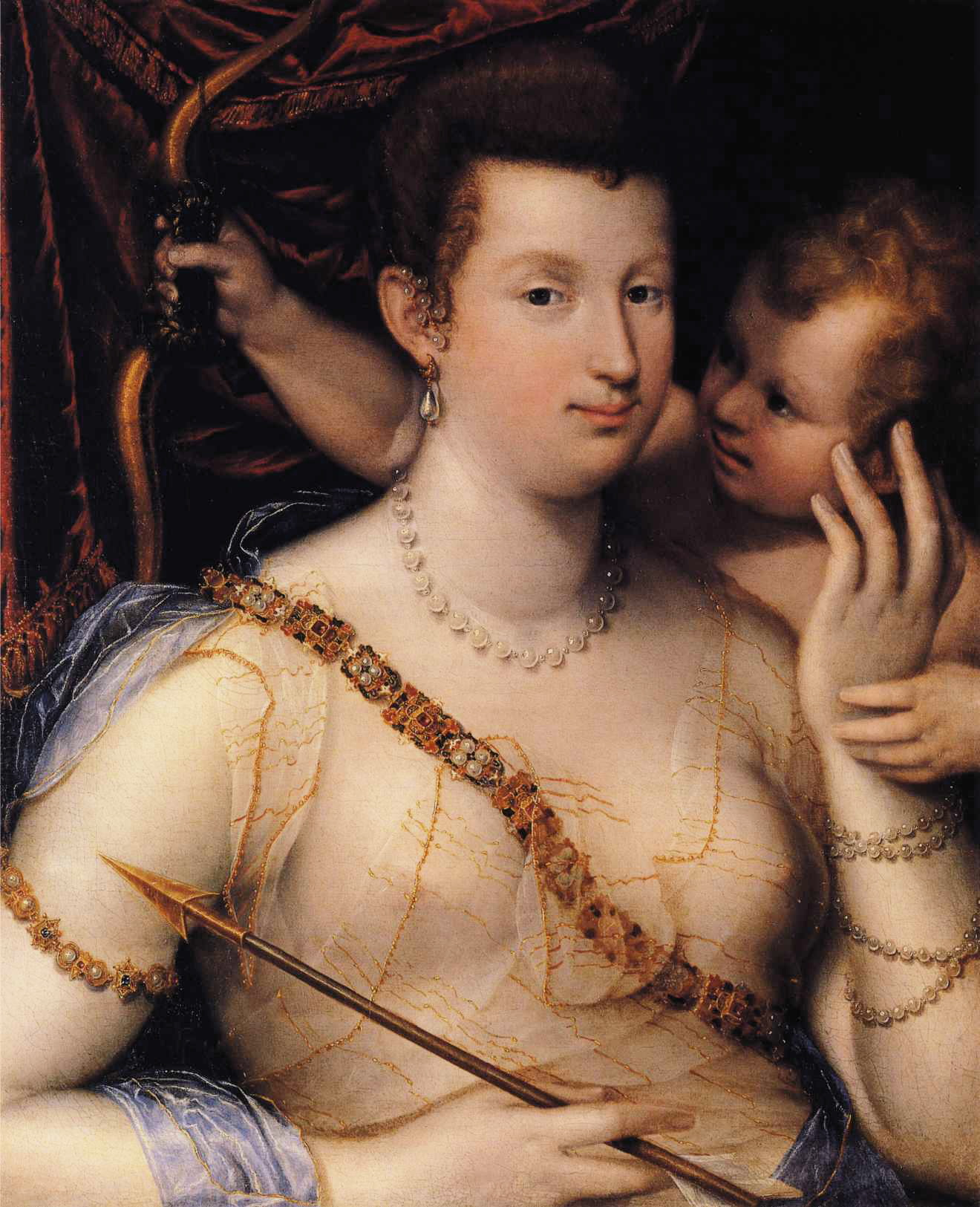
Vénus et Cupidon, Lavinia Fontana, 1592 – Musée des Beaux-Arts de Rouen, Rouen.